# شهرستان ابیتیبی
منطقه شهری ابیتیبی (به انگلیسی: Abitibi Regional County Municipality) یک سکونتگاه مسکونی در کانادا با جمعیت ۲۴٬۳۵۴ نفر است که در ابیتیبی-تمیسکامانگ واقع شده‌است.